# Patagotitan
Patagotitan é um gênero de dinossauro titanossauro saurópode da Formação Cerro Barcino na província de Chubut, Patagônia, Argentina. O gênero contém uma única espécie conhecida de pelo menos seis indivíduos adultos jovens, Patagotitan mayorum, que foi anunciado pela primeira vez em 2014 e depois nomeado em 2017 por José Carballido e colegas. Estudos preliminares e comunicados à imprensa sugeriram que Patagotitan era o maior titanossauro e animal terrestre conhecido em geral, com um comprimento estimado de 37 m e um peso estimado de 69 toneladas. Pesquisas posteriores revisaram a estimativa de comprimento para 31 m (102 pés) e as estimativas de peso para aproximadamente 50–57 toneladas, sugerindo que o Patagotitan era de tamanho semelhante, se não menor do que, seus parentes mais próximos Argentinossauro e Puertasaurus. Ainda assim, Patagotitan é um dos titanossauros mais conhecidos e, portanto, suas inter-relações com outros titanossauros têm sido relativamente consistentes nas análises filogenéticas. Isso levou ao seu uso em uma redefinição do grupo Colossosauria por Carballido e colegas em 2022.
Como o Argentinosaurus e outros membros do Lognkosauria, o Patagotitan era um titanossauro particularmente grande e robusto. Pode ser distinguido de seus parentes próximos por um conjunto de características únicas em suas Vértebras traseiras e caudais, escápulas e úmeros nos membros anteriores e ísquios e fêmures nos membros posteriores. Entre eles estava a presença de articulações vertebrais acessórias conhecidas como articulações hiposfénicas-hipantrais entre apenas um par de vértebras no nível da lâmina escapular, o que provavelmente era uma adaptação de sustentação de peso não vista em nenhum outro saurópode (onde elas estavam presentes ou entre todos os pares ou entre nenhum). Várias características únicas nos membros também eram provavelmente cicatrizes de fixação para os músculos. Em vida, o Patagotitan viveu em uma região de mata em uma várzea dominada por coníferas.

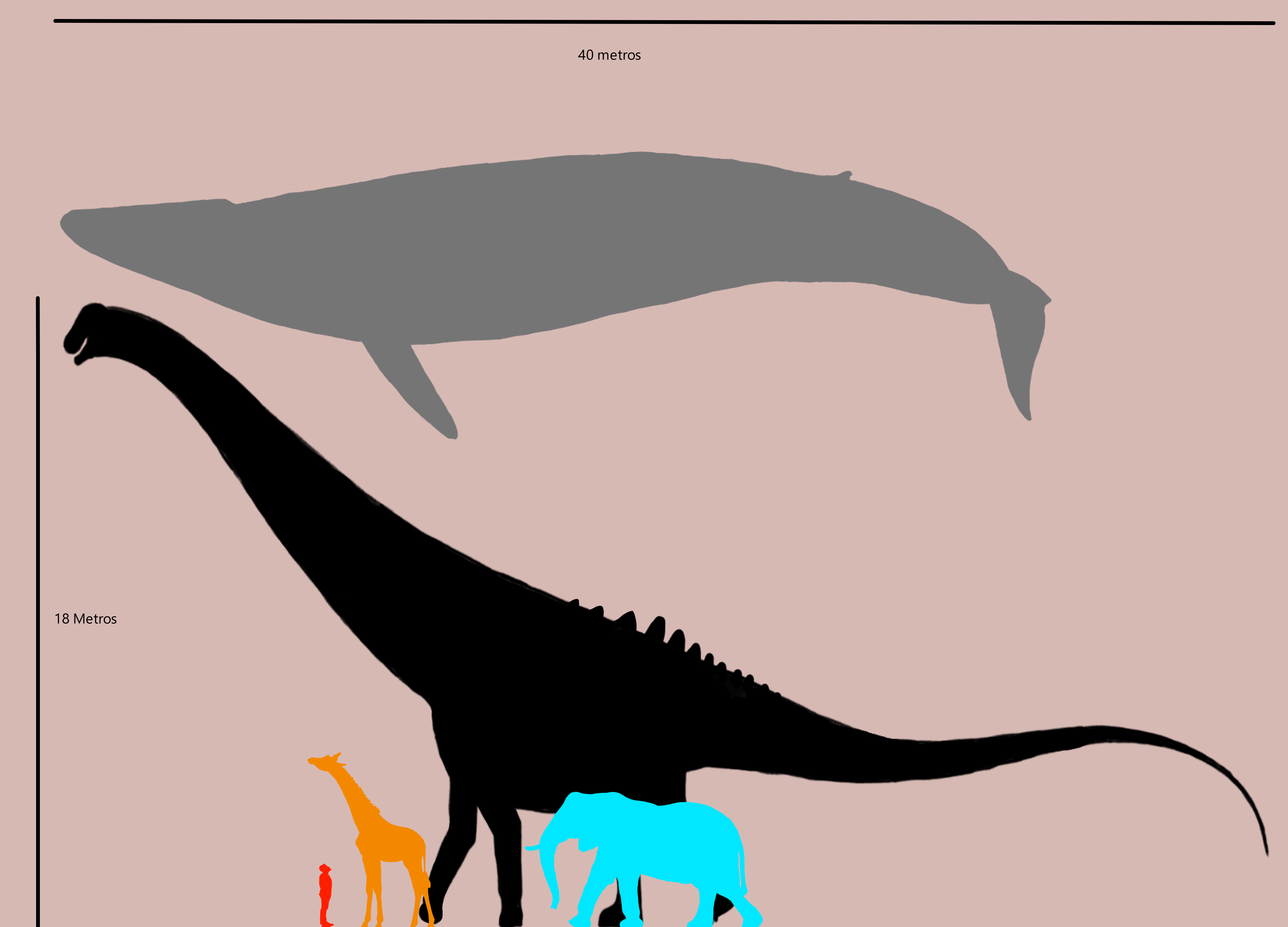
Tamanho de um Patagotitan adulto comparado com um humano, uma girafa, um elefante africano e uma baleia-azul.

## Descoberta

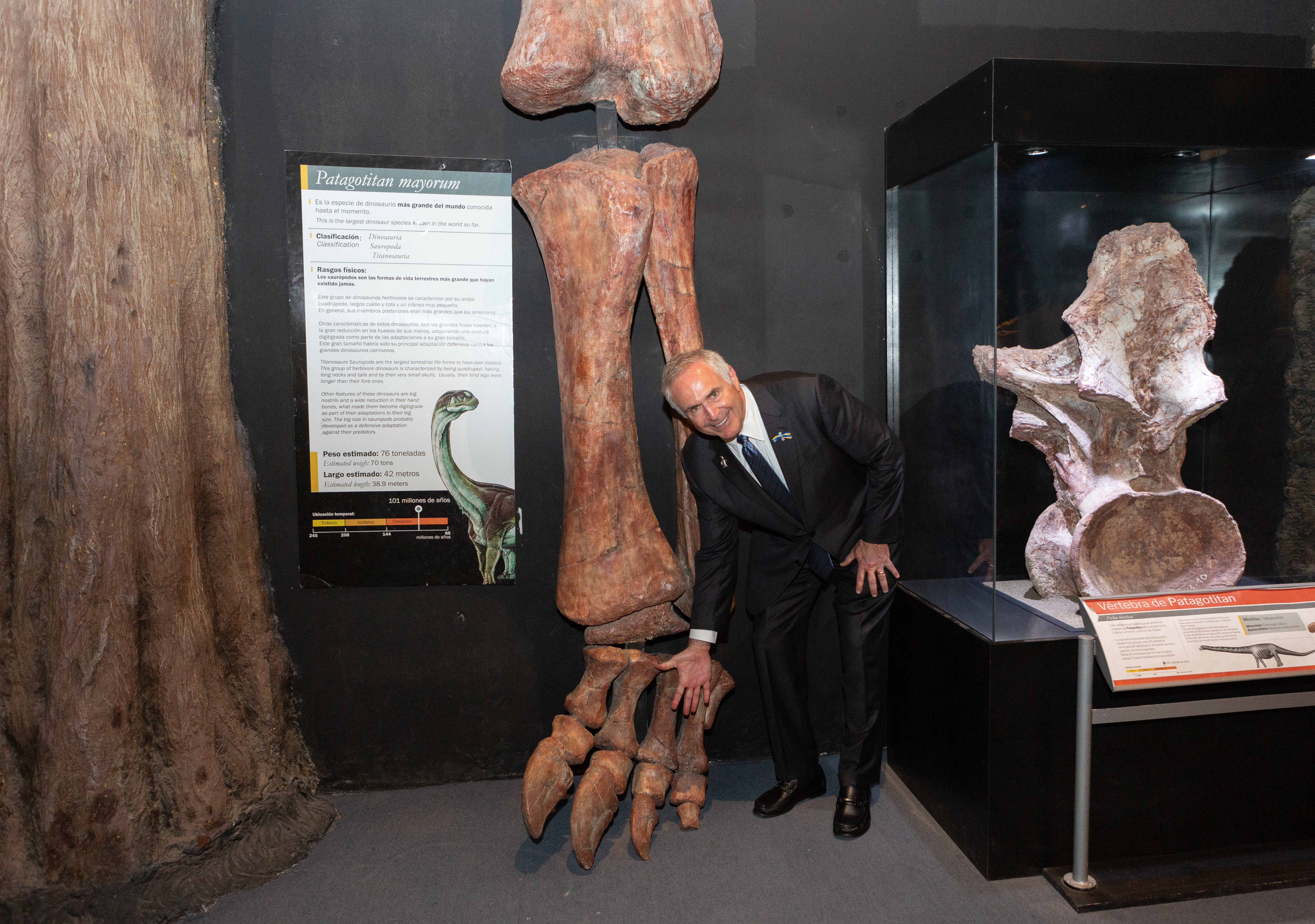
Embaixador dos Estados Unidos na Argentina Marc R. Stanley com ossos Patagotitan

Uma parte de um fêmur inferior foi descoberta em 2010 por um trabalhador rural, Aurelio Hernández, no deserto perto de La Flecha, Argentina, cerca de 250 km a oeste de Trelew. Esta descoberta foi relatada a P. Huerta no Museu de Paleontologia Egidio Feruglio (MPEF) em Trelew. Uma expedição de campo preliminar ao sítio La Flecha foi realizada no final de 2012 pelo MPEF, seguida por outras sete expedições que descobriram novos fósseis entre janeiro de 2013 e fevereiro de 2015. Os principais cientistas da escavação foram José Luis Carballido e Diego Pol, com financiamento parcial da The Jurassic Foundation. Mais de 200 fósseis, incluindo 130 ossos de saurópodes e 57 dentes de terópodes, foram descobertos. As camadas rochosas no sítio La Flecha pertencem ao Membro Cerro Castaño da Formação Cerro Barcino, e foram especificamente datadas de aproximadamente 101,62 milhões de anos de idade (correspondente à idade Albiana mais recente do Cretáceo).
Os fósseis de saurópodes coletados foram organizados em seis esqueletos parciais, que provavelmente pertenciam à mesma espécie devido à uniformidade em sua morfologia e tamanho (com todos os indivíduos diferindo não mais que 5% em comprimento). Embora todos os restos tenham vindo da mesma pedreira, os indivíduos provavelmente não morreram todos ao mesmo tempo. Dentro da camada de sedimentos de 3,43 metros que contém os fósseis, existem três níveis distintos, mas bem espaçados, correspondentes a três eventos de soterramento, denominados FLV1, FLV2 e FLV3. Um esqueleto de FLV3 foi designado como espécime de holótipo de uma nova espécie e foi catalogado como MPEF-PV 3400. Consiste em um esqueleto parcial sem crânio, com três vértebras cervicais, seis vértebras posteriores, seis vértebras frontais da cauda, três divisas , costelas, ambas as lâminas do esterno e o escapulocoracoide direito na cintura escapular, ambos os ossos púbicos e ambos os fêmures. O esqueleto foi escolhido para ser o holótipo porque era o mais bem preservado e também o que mostrava os traços mais distintivos.
Outros espécimes foram designados como parátipos. Com base em elementos sobrepostos, estes incluem pelo menos três indivíduos de FLV1, um de FLV2 e um de FLV3 além do holótipo. MPEF-PV 3399 (de FLV1) é um segundo esqueleto que consiste em seis vértebras cervicais, quatro vértebras posteriores, uma vértebra frontal da cauda, dezesseis vértebras posteriores da cauda, costelas, chevrons, a ulna e o rádio esquerdos, ambos os ísquios, o osso púbico esquerdo, e o fêmur esquerdo. MPEF-PV 3372 (de FLV1) é um dente. MPEF-PV 3393 (não associado a uma camada) é uma vértebra traseira da cauda. MPEF-PV 3395 e MPEV-PV 3396 (ambos de FLV1) são úmeros esquerdos, enquanto MPEF-PV 3397 (de FLV2) é um úmero direito. O MPEF-PV 3375 (FLV3) é um fêmur esquerdo, enquanto o MPEF-PV 3394 (FLV1) é um fêmur direito. MPEF-PV 3391 e MPEF-PV 3392 (ambos de FLV1) representam duas fíbulas. Outra pedreira foi escavada a cerca de 300 metros a oeste, revelando uma quarta camada de sedimentos (FLV4) com um esqueleto de saurópode de tamanho semelhante.
Em 2017, José Luis Carballido, Diego Pol, Alejandro Otero, Ignacio Alejandro Cerda, Leonardo Salgado, Alberto Carlos Garrido, Jahandar Ramezani, Néstor Ruben Cúneo e Javier Marcelo Krause nomearam esses restos como as espécies tipo de um novo gênero, Patagotitan mayorum. Coletivamente, os restos conhecidos fizeram do Patagotitan um dos membros mais completamente conhecidos do Titanosauria. O nome genérico combina uma referência à Patagônia com um Titã grego pela "força e grande tamanho" deste titanossauro. O nome específico homenageia a família Mayo, proprietária da fazenda La Flecha..

### Exibição

Esqueleto reconstruído em exibição no Museu Americano de História Natural, Nova York

As montagens esqueléticas baseadas em todo o material disponível do Patagotitan são exibidas em vários museus. A Research Casting International escaneou digitalmente os espécimes, o que foi seguido pela criação de moldes de espuma, moldes de fibra de vidro e impressão 3D. Uma montagem é exibida no Museu de Paleontologia Egidio Feruglio. Outro está exposto no Museu Americano de História Natural, onde substituiu uma montaria juvenil de Barosaurus. Alguns dos fósseis originais, incluindo um fêmur, também foram exibidos brevemente. Um é exibido no Museu Field de História Natural, onde substituiu o espécime Sue de Tyrannosaurus (que foi transferido para outra exposição). De março de 2023 a janeiro de 2024, um será exibido no Museu de História Natural de Londres.

## Descrição

P. mayorum em comparação com um humano

Em 2014, as notícias forneceram estimativas do tamanho do Patagotitan em 40 m de comprimento com um peso de 77 toneladas. Em 2017, Carballido e seus colegas publicaram uma estimativa de comprimento de 37 m e forneceram duas estimativas de peso: 69 toneladas usando uma equação de escala e 44,2–77,6 toneladas usando o método volumétrico baseado em modelos esqueléticos 3D. Essas estimativas sugeriram que o Patagotitan era 10% maior que o Argentinosaurus. Em 2019, Gregory S. Paul estimou o Patagotitan em 31 m de comprimento e 50–55 toneladas em peso usando modelos volumétricos. Isso o tornou menor que o argentinossauro, que ele estimou em mais de 35 m de comprimento e 65–75 toneladas em peso. Em 2020, Campione e Evans produziram uma estimativa de massa corporal de aproximadamente 55,7 toneladas. Em 2020, Otero e Carballido publicaram uma estimativa de peso médio inferior de 57 toneladas usando uma equação de escala revisada, com uma margem de erro de 42,5–71,4 toneladas; isso foi próximo à estimativa volumétrica de 2017.  A histologia de cinco fêmures e um úmero indica que os indivíduos morreram enquanto eram adultos jovens, com crescimento lento, mas não totalmente interrompido.
Após a publicação inicial do Patagotitan em 2017, o escritor científico Riley Black e o paleontólogo Matt Wedel alertaram contra as estimativas relatadas. Em postagens no blog, Wedel observou que, com base nas medições disponíveis, o Patagotitan era comparável em tamanho a outros titanossauros gigantes conhecidos. No entanto, quase todas as medidas que puderam ser comparadas foram maiores no Argentinossauro. Wedel também criticou o método baseado em polígonos que Carballido e seus colegas usaram para comparar os tamanhos das vértebras do Patagotitan e do Argentinossauro, observando que o primeiro era em grande parte um espaço vazio. Em outros estudos, o Argentinossauro foi estimado em 65–96,4 toneladas. Em 2019, Paul notou que o comprimento articulado das vértebras traseiras era maior no Argentinossauro (4,47 metros) do que no Patagotitan (3,67 metros), tornando impossível para o Patagotitan ter um torso maior. Para este ser maior, ele raciocinou que o resto de seu corpo teria que ser incrivelmente grande, ou vice-versa no Argentinossauro. Ele atribuiu essa conclusão à falta de técnicas de medição adequadas. Além disso, ele criticou o modelo 3D usado para a estimativa volumétrica por ter um torso plano e observou que o pescoço e a cauda foram reconstruídos como sendo bastante longos.